# Nerocila recurvispina
Nerocila recurvispina là một loài chân đều trong họ Cymothoidae. Loài này được Schioedte & Meinert miêu tả khoa học năm 1881.